# سقوط کابل (۱۴۰۰)
در ۲۴ مرداد ۱۴۰۰، شهر کابل، پایتخت افغانستان، پس از حمله طالبان که از ماه اردیبهشت ۱۴۰۰ آغاز شده بود، توسط طالبان تصرف شد. این آخرین اقدام جنگی در افغانستان بود و پیروزی کامل طالبان را رقم زد. این امر منجر به سرنگونی جمهوری اسلامی افغانستان تحت ریاست جمهوری اشرف غنی و احیای امارت اسلامی افغانستان تحت کنترل طالبان شد.
توافق ایالات متحده و طالبان که در ۸ اسفند ۱۳۹۹ امضا شد، به عنوان یکی از مهم‌ترین عواملی که باعث فروپاشی نیروهای امنیت ملی افغانستان (ANSF) شد، در نظر گرفته می‌شود. پس از این توافق، ایالات متحده به‌طور چشمگیری تعداد حملات هوایی را کاهش داد و نیروهای امنیت ملی افغانستان را از یک مزیت حیاتی در مبارزه با شورش طالبان محروم کرد.
ماه‌ها پیش از سقوط، بسیاری در جامعه اطلاعاتی ایالات متحده تخمین زدند که کابل حداقل شش ماه پس از تکمیل خروج نیروهای آمریکایی از افغانستان تصرف خواهد شد. با این حال، از اردیبهشت ۱۴۰۰، حتی در حالی که خروج در حال انجام بود، نیروهای طالبان توانستند در طی یک حمله گسترده، بیشتر استان‌های افغانستان را به سرعت تصرف کنند. در این دوره، تخمین‌ها برای طول عمر دولت افغانستان به‌طور قابل توجهی کاهش یافت. در نهایت، جو بایدن، رئیس‌جمهور ایالات متحده، در ۲۶ مرداد اذعان کرد که فروپاشی «سریع‌تر از آنچه پیش‌بینی کرده بودند، رخ داد».
بین ۲۳ مرداد تا ۸ شهریور ۱۴۰۰، ایالات متحده و شرکای ائتلاف آن بیش از ۱۲۳۰۰۰ نفر را از طریق پروازهای هوایی از فرودگاه بین‌المللی کابل (که در آن زمان به فرودگاه بین‌المللی حامد کرزی معروف بود) از افغانستان خارج کردند. در طول تخلیه، فرودگاه علی‌رغم فروپاشی دولت مرکزی، تحت کنترل نظامی ناتو و ایالات متحده باقی ماند. تخلیه‌شدگان شامل کارکنان دیپلماتیک و نظامی خارجی، غیرنظامیان کشورهای ثالث،[a] متحدان افغان و افغان‌های آسیب‌پذیر مانند روزنامه‌نگاران و فعالان حقوق بشر بودند. این عملیات هوایی بزرگ‌ترین عملیات تخلیه غیرنظامیان در تاریخ نظامی ایالات متحده بود، به طوری که پرسنل نظامی ایالات متحده ۷۹۰۰۰ غیرنظامی را در طول این مأموریت ۱۸ روزه از طریق فرودگاه به خارج از افغانستان منتقل کردند.
پس از خروج ایالات متحده در ۸ شهریور، گروهی متشکل از حدود ۱۰۰۰ نفر، از جمله شهروندان آمریکایی و افغان‌های دارای ویزای آمریکایی، همچنان در کابل سرگردان بودند. دو هفته بعد، آنتونی بلینکن، وزیر امور خارجه، گفت که چند هزار نفر از ساکنان ایالات متحده و صد نفر از شهروندان آمریکایی در آنجا باقی مانده‌اند.

## پیش‌زمینه
همزمان با خروج بسیاری از نیروهای آمریکایی از افغانستان طالبان و گروه‌های شبه نظامی متفقین در ۱ مه ۲۰۲۱ حمله‌ای گسترده را آغاز کردند. ارتش ملی افغانستان پس از شکست سریع در سراسر کشور، در هرج و مرج باقی مانده بود و تنها دو واحد تا اواسط ماه اوت عملیاتی باقی ماند: «قول‌اردوی (سپاه) ۲۰۱ سیلاب» و8فرقهٔ (لشکر) ۱۱۱ کابل»، که هر دو در کابل مستقر بودند. طالبان پس از فتح مناطقی در شرق و شهرهای مهترلام، شَرَن، گردیز، اسدآباد و دیگر ولایت‌ها، شهر کابل را محاصره کردند. در روزهای پس از محاصره، طرح‌ریزی برای وضعیت کابل به وخامت رفت. مقامات ایالات متحده در اوایل ماه اوت پیش‌بینی کردند که کابل می‌تواند برای چند ماه مقاومت کند اما پنج روز قبل از رسیدن طالبان به کابل پیش‌بینی شده‌بود که کابل در مدت «۳۰ تا ۹۰ روز»، سقوط خواهد کرد. با این حال در عرض دو روز، مقامات پیش‌بینی جدیدی ارائه کردند که کابل در عرض یک هفته سقوط خواهد کرد.

## تخلیه، جنگ و مذاکرات

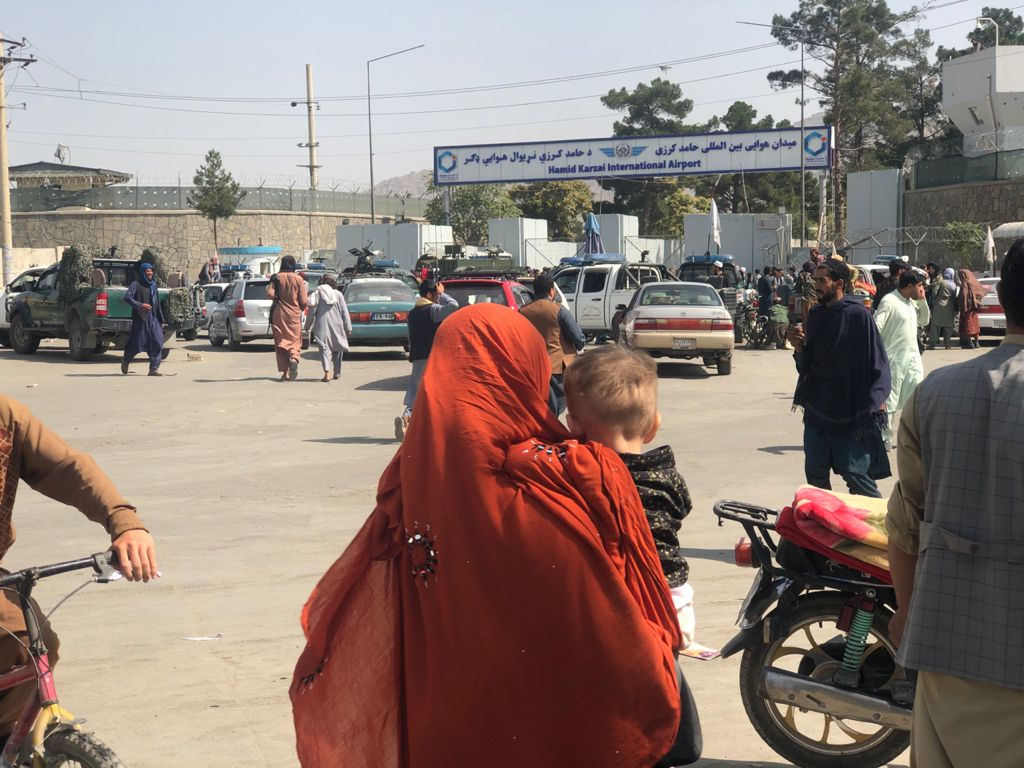
در دومین روز از حکومت طالبان در کابل، در مقابل فرودگاه بین المللی حامد کرزی، مملو از افرادی بود که قصد سفر به خارج از کشور را داشتند، اما توسط نظامیان طالبان متوقف شدند.

پس از سقوط هرات در ۱۲ اوت، ایالات متحده و انگلستان اعلام کردند که به ترتیب ۳٬۰۰۰ و ۶۰۰ نفر از نیروهای خود را به منظور تأمین امنیت حمل و نقل هوایی از اتباع خود، کارکنان سفارت و غیر نظامیان افغان که با نیروهای ائتلاف به خارج از کشور کار می‌کردند، به فرودگاه کابل اعزام می‌کنند.
در ۱۵ اوت طالبان رسماً پیشروی نیروهای خود را در دروازه‌های کابل توقف کرده و اعلام کرد که آنها نمی‌خواهد این شهر را به زور تصرف کنند، اگرچه وارد حومهٔ آن شدند. مردم محلی گزارش دادند که جنگجویان طالبان بدون در نظر گرفتن اعلامیه‌های رسمی رهبران‌شان به پیشرفت خود در مناطق شهری ادامه دادند. پس از چند درگیری، شورشیان گزارش دادند که زندان پل چرخی، و همهٔ زندانیان، از جمله شبه نظامیان داعش و القاعده را آزاد کردند. مبارزان طالبان پرچم خود را در مناطق مختلف شهر به اهتزاز آوردند برخی از اعضای پلیس را تحت فشار گذاشته و خلع سلاح کردند. فرودگاه بگرام و بازداشتگاه پروان، که ۵۰۰۰ زندانی دارد، همچنین به طالبان سقوط کرد.
در میان حملهٔ طالبان به پایتخت، هلیکوپترهای بوئینگ شینوک، سیکورسکی بلک هاوک و بوئینگ ورتول مربوط به ارتش ایالات متحده و وزارت امور خارجه در سفارت آمریکا در کابل فرود آمدند که برای حمل اعضای باقی‌مانده سفارت که به سرعت در حال سوزاندن و از بین‌بردن اسناد محرمانه بودند، فرستاده شده بودند. وحشت در میان جمعیت غیرنظامی این شهر ظاهر شد و بسیاری از عجله به خانه‌های خود یا به فرودگاه که هنوز توسط دولت اداره می‌شد، رفتند. دولت آلمان اعلام کرد که یک هواپیمای ایرباس اطلس را همراه با چتربازان برای تخلیه شهروندانش می‌فرستد. دولت آلمان همچنین اظهار داشت که به دلیل ضرورت وضعیت به دنبال تصویب مجلس برای اتمام مأموریتش است. نخست‌وزیر آلبانی ادی راما اعلام کرد که دولت او بنابر درخواست آمریکا برای خدمت به عنوان یک مرکز حمل و نقل برای پناهنده‌گان شود. دولت ایتالیا کارکنان سفارت خود و همچنین خانواده‌های ۳۰ کارمند افغان را به فرودگاه کابل تحت حمایت کارابینیری منتقل کرده‌است تا آماده خارج شوند. دولت هند یک هواپیمای بوئینگ سی-۱۷ را آماده به تخلیه کارکنان دیپلماتیک هند کرده بود اما پیش‌بینی کرده بود که کابل برای مدت طولانی تری مقاومت کند.
وزارت کشور افغانستان در بیانیه ای گفت رئیس‌جمهور افغانستان اشرف غنی تصمیم به ترک قدرت دارد و یک دولت موقت به رهبری طالبان تشکیل خواهد شد. بعد از آن، مبارزه پایان یافت، اگر چه بسیاری از غیرنظامیان از ترس در خانه‌های خود باقی ماندند. حدود ساعت ۱۱:۱۷ CET، مذاکره‌کنندگان طالبان وارد ارگ ریاست‌جمهوری شدند تا انتقال قدرت را آغاز کنند. اگر چه مذاکرات پرتنش بود، دولت تمایل خود را به تسلیم مسالمت‌آمیز کابل به شورشیان اعلام کرد و از غیرنظامیان خواست که آرامش خود را حفظ کنند.
بعدها در همان روز، گزارش‌های خبری افغانستان و هند ادعا کرد که اشرف غنی به عنوان رئیس‌جمهور کناره‌گیری کرده و افغانستان را ترک کرد در کنار او معاون رئیس‌جمهور امرالله صالح نیز افغانستان را ترک کرد؛ هر دو بنا به گزارش به تاجیکستان پرواز کردند. ارگ ریاست جمهوری کابل توسط هلیکوپتر تخلیه شد. در همین حال، معاون رهبر طالبان عبدالغنی برادر برای آماده‌سازی تصاحب دولت وارد میدان هوایی (فرودگاه) کابل شد. در حدود ساعت ۰۸:۳۰ به وقت محلی، گزارش شد که سفارت ایالات متحده در حال آتش گرفتن است. سفارت به شهروندان ایالات متحده در منطقه سفارش کرد که پناه بگیرند. وزیر امور خارجه آنتونی بلینکن اعلام کرد که سفارت به فرودگاه کابل انتقال داده می‌شود. بسیاری از کشورهای مختلف دیگر نیز برنامه‌ای برای تخلیه سفارتخانه‌های خود را اعلام کردند، از جمله اسپانیا، آلمان، بریتانیا و هلند.
در ساعت ۲۰:۵۵ به وقت محلی، طالبان ادعا کرد که ارگ ریاست جمهوری که توسط رئیس‌جمهور غنی در اوایل آن روز خالی شده بود، را تسخیر کرد. گفته می‌شود، به تمام کارکنان ارگ دستور داده شد که پس از ترک غنی، ارگ را رها کنند. در ساعت ۲۱:۱۲ به وقت محلی، آسوشیتد پرس گزارش داد که طالبان به زودی امارت اسلامی افغانستان را از کاخ ریاست جمهوری اعلام خواهد کرد و به نمادهای رسمی دولت طالبان از ۱۹۹۶ به ۲۰۰۱ برمی‌گردد.

## تأثیر بر غیرنظامیان

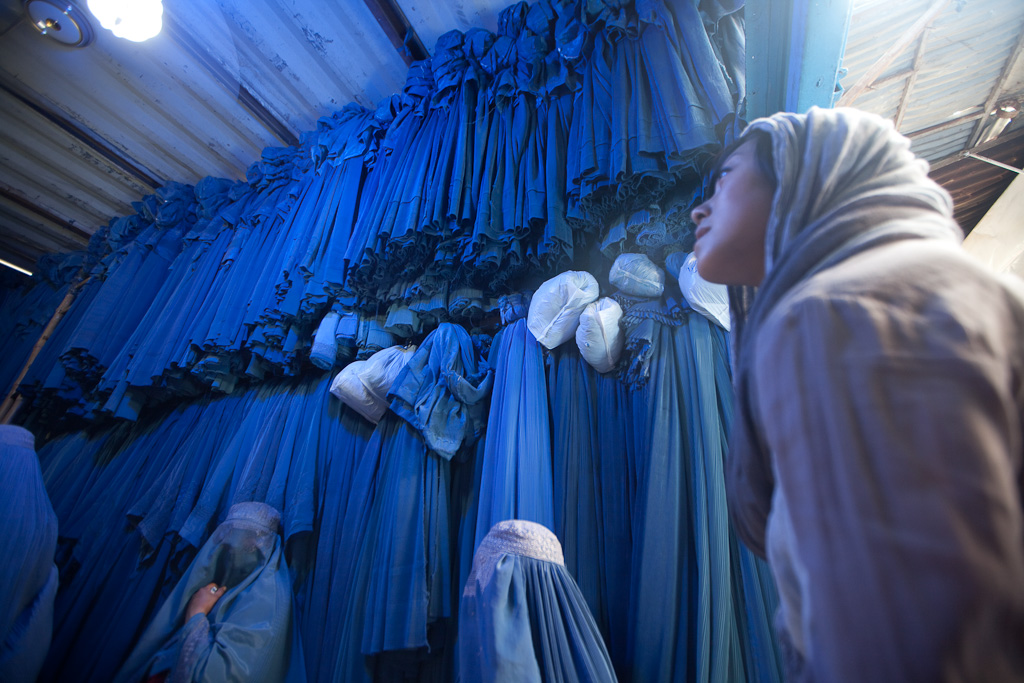
زنان در حال خرید چادَری در کابل

برخی از مردم محلی در هراس از بازسازی حکومت طالبان بودند. ساندی تایمز گزارش داد که خیابان‌های کابل به دلیل عجلهٔ شهروندان به سمت فرودگاه کاملاً بسته شد، برخی حتی اتومبیل‌های خود را ترک کرده و پیاده راهی مقصد خود شدند. در خارج از فرودگاه و سفارتخانه‌های خارجی صف‌های طولانی ساکنان در گرما به این امید که قادر به تضمین ویزا و پروازهای به خارج از کشور باشند، دیده شد. اقلیتی از ساکنان پیشرفت طالبان را جشن گرفتند. روز قبل از سقوط افغانستان، تیمور شاران رئیس افغانستان پالیسی لب گفت «در هنگام خرید در شهر امروز احساس مردم به‌گونه‌ای گیرافتاده‌اند؛ گیر در آینده‌ای نامشخص و اینکه و آنها دیگر قادر نخواهند بود رویاپردازی، آرزو، فکر و باور داشته باشند.»
گاردین گزارش داد از ترس از اینکه طالبان پوشیدن برقع و چادَری را دوباره بر زنان اجبار می‌کند، فروش آن در روزهای منتهی به ورود طالبان افزایش یافت و قیمت آن از ۲۰۰ افغانی به ۳۰۰۰ افغانی رسید. ساکنان همچنین گزارش افزایش زیادی در قیمت مواد غذایی بیان کردند. لوموند گزارش داد که تعداد قابل توجهی از فروشندگان در کابل در تلاش بودند تا همه‌چیز خود را به امید بالا بردن پول به اندازه کافی برای فرار از کشور، بفروشند.

## واکنش‌ها
حامد کرزی رئیس‌جمهور سابق افغانستان به صورت عمومی برای انتقال صلح‌آمیز قدرت تکیه کرد، او همچنین قول داد که او همراه با دختران جوانش کابل را ترک نخواهد کرد. چند تن از مقامات افغان، فروپاشی دولت را گناه اشرف غنی دانستند. عبدالله عبدالله، رئیس شورای ملی آشتی افغانستان، فرار اشرف غنی را محکوم و ابراز کرد: «[...] اینکه رئیس‌جمهور پیشین، افغانستان را ترک کرد و ملت را در این حالت قرار داد، خداوند همراهش محاسبه می‌کند و مردم افغانستان قضاوت خود را خواهند کرد.» ژنرال بسم‌الله خان محمدی، رئیس سابق اردوی (ارتش) ملی افغانستان و وزیر دفاع موقت، در توییتی نوشت: «آنها دست ما را از پشت بستند و کشور را فروختند. نفرین بر غنی و دار و دسته‌اش.»
وزیر امور خارجه اتریش، الکساندر شالنبرگ هشدار داد که «درگیری و بی‌ثباتی در منطقه دیر یا زود به اروپا خواهد رسید.»
ایالات متحده، آلمان، عربستان سعودی، امارات متحده عربی، کانادا، هند و سوئد سفارتخانه‌های خود را در کابل تخلیه کردند. روسیه، پاکستان و چین قصد ندارند سفارتخانه‌های خود را تعطیل کنند. با توجه به مطبوعات شمال خاوری، اخبار روژوا حاکی از آن است که روحیه گروه‌های جهادی و افراطی در مناطق مانند سوریه و عراق، از جمله هیئت تحریر شام پس از سقوط کابل، به‌طور چشمگیری افزایش یافته‌است.
پاپ فرانسیس بیانیه‌ای منتشر کرد و گفت که او «نگران وضعیت در افغانستان» است و خواستار دعا برای صلح شد. ملاله یوسف‌زی برندهٔ جایزهٔ نوبل، که از حملات سال ۲۰۱۲ جنبش طالبان پاکستان جان سالم به در برده بود، اظهار کرد که او در «شوک کامل» است و «عمیقاً در مورد زنان، اقلیت‌ها و طرفداران حقوق بشر نگران است.» خالد حسینی، نویسندهٔ افغان نیز همچنین نگرانی‌های خود را در مورد آیندهٔ حقوق زنان در افغانستان به اشتراک گذاشت، و ابراز امیدواری کرد که طالبان به «خشونت و ظلم و ستم» از دههٔ ۱۹۹۰ بازنگردند.
لئون پانتا، وزیر دفاع سابق ایالات متحده سقوط کابل را با حملهٔ شکست‌خوردهٔ خلیج خوک‌ها از کوبا در سال ۱۹۶۱ مقایسه کرد و گفت که «رئیس‌جمهور کندی در آن زمان برای هر چه صورت گرفت، مسئولیت پذیرفت. من به شدت به رئیس‌جمهور بایدن توصیه که او نیز مسئولیت این اشتباهات را بر عهده بگیرد.»

### دولت‌ها
- کانادا: دولت کانادا اعلام کرد که فعالیت سفارت خود در افغانستان را متوقف می‌کند.[۷۸]
- فرانسه: دولت فرانسه در ۱۶ اوت جلسهٔ شورای دفاع اضطراری به ریاست امانوئل مکرون را برای رسیدگی به وضعیت تشکیل داد.[۷۹]
- اندونزی: دولت اندونزی اعلام کرد که وضعیت افغانستان را زیر نظر دارد و آمادگی خود را برای تخلیه ۱۵ اندونزیایی در صورت نیاز اعلام کرد.[۸۰] سفارت اندونزی در کابل حفظ می‌شود.[۸۱]
- نپال: نپال اقدامات مشابهی را برای بازگرداندن شهروندان خود در افغانستان آغاز کرد.[۸۲]
- نیوزلند: جاسیندا آردرن، نخست‌وزیر نیوزلند گفت که با توجه به اینکه پروازهای تجاری دیگر در دسترس نیست، دولت تلاش کرده تا نزدیک به ۳۰ شهروند نیوزلندی را از کابل خارج کند.[۸۳]
- پاکستان: وزیر خارجه پاکستان «از وخامت اوضاع در افغانستان» اظهار نگرانی کرد اما گفت که پاکستان قصد ندارد سفارت خود در کابل را ببندد.
- فیلیپین: فیلیپین بازگرداندن شهروندان خود را به صورت اجباری در افغانستان آغاز کرد.[۸۴]
- روسیه: سفارت روسیه در کابل اعلام کرد که سفارت را تخلیه یا تعطیل نمی‌کند، زیرا سخنگوی طالبان امنیت سفارت را تضمین کرده‌است.[۸۵] دولت روسیه در ادامه اظهار داشت که مذاکراتی برای برگزاری یک جلسه اضطراری شورای امنیت سازمان ملل متحد در حال بررسی است.[۸۶]
- سوئد: آن لینده، وزیر امور خارجه سوئد، اظهار داشت که فروپاشی دولت افغانستان «بسیار سریعتر از آنچه که انتظار می‌رفت» پیش رفت.[۸۷] صدا و سیمای عمومی سوئد همچنین گزارش داد که سفارت سوئد کارکنان خود را تخلیه می‌کند.[۸۸]
- بریتانیا: تام توگندهات، رئیس پارلمان بریتانیا و کمیته منتخب امور خارجه اظهار داشت که این فروپاشی «بزرگ‌ترین فاجعهٔ سیاسی از زمان بحران سوئز تاکنون است».[۳۲] نخست‌وزیر بوریس جانسون اعلام کرد که پارلمان را فرا می‌خواند تا دربارهٔ وضعیت بحث کند.[۸۹] بعد از ظهر ۱۵ اوت، جلسه اضطراری COBR برگزار شد، و پس از یک بیانیهٔ عمومی جانسون در آنجا اظهار کرد که وضعیت «بسیار دشوار» است و «ما برای مدتها می‌دانستیم بود که همه چیز به این شکل پیش خواهد رفت.»[۹۰] جانسون در ادامه اظهار داشت که جامعه بین‌المللی نباید دولت طالبان را به رسمیت بشناسد و لازم است «از اینکه افغانستان باری دیگر به زادگاهی برای تروریسم تبدیل شود، جلوگیری شود».[۹۱]
- ایالات متحده: جو بایدن، رئیس‌جمهور ایالات متحده اظهار داشت که اگر نیروهای افغان توانایی برای کنترل کشور را نداشتند، پس ادامه حضور نیروهای آمریکایی در افغانستان «تغییری ایجاد نمی‌کرد».[۷۱]